# Стокгольм-Арланда (аеропорт)
Аеропорт Стокгольм-Арланда (англ. Stockholm Arlanda Airport, швед. Stockholm Arlanda flygplats) (IATA: ARN, ICAO: ESSA) — найбільший міжнародний аеропорт Швеції. Розташований у районі селища Марста, за 42 км на північ від Стокгольма, на південний схід від Уппсали. Аеропорт має п'ять терміналів.
Аеропорт розташований між леном Стокгольм та провінцією Уппланд. Це найбільший аеропорт Швеції та третій за розміром в Скандинавських країнах — пасажиропотік 2007 року становив: внутрішні перевезення — 5 035 958 осіб, міжнародні — 12 841 955, всього — 17 877 913. Аеропорт Стокгольм-Арланда є одним з трьох головних хабів Scandinavian Airlines System.
Аеропорт хабом для авіаліній:
- Scandinavian Airlines
- Norwegian Air Shuttle

## Історія

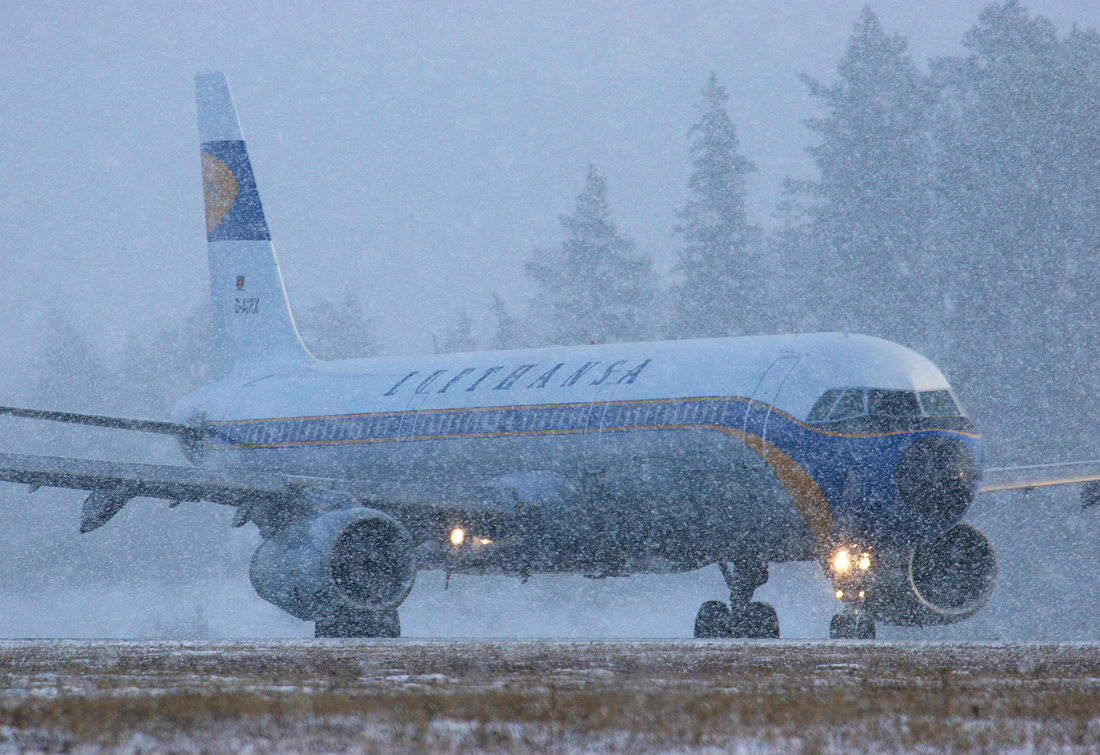
Літак авіакомпанії Люфтганза сідає в аеропорту Арланда в сніг.

Аеропорт почав роботу 1959 року, але спочатку використовувався лише для льотного інструктажу. 1960 року в аеропорту почалися регулярні рейси, а 1962 року пройшла офіційна церемонія відкриття. Аеропорт став приймати трансконтинентальний трафік з 1960 року, оскільки на той час злітно-посадкова смуга в головному стокгольмському аеропорту Стокгольм-Бромма була надто коротка. Назву Арланда було обрано внаслідок конкурсу, який проводився до відкриття аеропорту. Ця назва походить від давньої назви території, на якій розміщено аеропорт (Арланда), топоніму округу Арлінгундра (тепер Гасбі-Арлінгундра в Мерста). Назва Арланда містить суфікс -ланда , характерний для низки шведських географічних назв і співзвучний зі шведським дієсловом «landa», що означає «приземлятися». Першим терміналом став нинішній міжнародний Термінал 5.
1983 року місцевий трафік був також переведений з аеропорту Стокгольм-Бромма до Арланди, для його обслуговування був побудований Термінал 4. 1990 року відкрилися два нових термінали для місцевих рейсів — 2 і 3, які були побудовані з південної сторони від першого терміналу для внутрішніх рейсів. 1992 року Термінал 2 тимчасово не функціонував через зниження пасажиропотоку. Він почав використовуватися наступного року, в зв'язку з цим два головні термінали отримали нинішні номери 4 і 5. Третя злітно-посадкова смуга була побудована в 1998–2002 роках. У зв'язку з низьким завантаженням 2002 року, ця смуга не використовувалася до 2003 року.

## Структура аеропорту

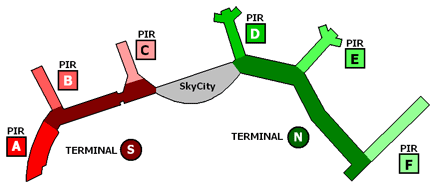
Схема аеропорту Стокгольм-Арланда після проведення планованої реконструкції. Чотири термінали будуть замінені на два великих: Північний та Південний.

У чотирьох терміналах аеропорту розташовані 64 виходи (гейти). Термінали 2 і 5 використовуються для міжнародних рейсів. Місцеві рейси обслуговують термінали 3 і 4. Нова центральна будівля, Арланда Північна, відкрито наприкінці 2003. Вона поєднує Термінал 5 з новим пірсом F. Усі міжнародні рейси авіакомпанії SAS та її партнерів зі Star Alliance проходять через Арланда Північна. Будівля Арланда Південна, що з'єднує термінали 2, 3 і 4, також запроєктовано, проте будівництво призупинено у зв'язку з браком фінансування. Між терміналами 4 і 5 знаходиться торговий центр Sky City, під яким розташована підземна залізнична станція. Потяги Arlanda Express поєднують дві станції в аеропорту зі Стокгольмом. Пропускна спроможність аеропорту становить 25 млн пасажирів на рік.
В аеропорту Арланда три злітно-посадкові смуги: Смуга 1 (01L-19R), Смуга 2 (08-26), Смуга 3 (01R-19L). Смуга 1 має довжину 3300 м і може приймати всі найбільші літаки, що існують на сьогоднішній день. Смуги 2 і 3 мають довжину 2500 м. Смуги 1 і 3 паралельні, але можуть використовуватися незалежно одна від одної. Смуга 3 обладнана за вимогами CAT III. За даними адміністрації аеропорту, Стокгольм-Арланда має найкращі показники з очищення смуг від снігу. Політикою аеропорту є робота за будь-яких погодних умов.
В аеропорту Арланда функціонує 5 вантажних терміналів і 5 ангарів. Одночасно аеропорт може прийняти близько 100 літаків. Арланда є одним з аеропортів, де можлива аварійна посадка Space Shuttle.

## Інфраструктура
- 35 крамниць
- 33 ресторанів
- 3 готелі
- 2 банки
- 1 аптека
- 1 каплиця
- Конференцзали та виставки:
  - 49 конференц-залів
  - 6 300 м² площа під конференц-зали
  - Виставковий зал на 1 000 делегатів

## Зали
- Зал Finnair, Термінал 2 (Oneworld Бізнес/Перший клас)
- Зал Novia, Terminal 5 (Contract Lounge)
- Зал SAS Business, Термінал 5 (Star Alliance/SAS Group Бізнес/Перший клас)
- Зал SAS Scandinavian, Термінал 5 (Star Alliance/SAS Group Для власників Золотої картки)
- Зал SAS Stockholm, Термінал 4 (Star Alliance/SAS Group Для власників Золотої картки)

## Авіалінії та напрямки, грудень 2022

### Пасажирські
| Авіакомпанія                  | Пункт призначення |
| ----------------------------- | --- |
| Aegean Airlines               | Афіни Сезонно: Каламата |
| Air China                     | Пекін-Шоуду |
| Air France                    | Париж–Шарль де Голль Сезонно: Марсель |
| Air Serbia                    | Белград |
| airBaltic                     | Рига |
| All Nippon Airways            | Токіо–Ханеда |
| Amapola Flyg                  | Гаґфорс, Гемаван, Коккола, Крамфорс, Ликселе, Марієгамн, Турсбю, Вільгельміна |
| AnadoluJet                    | Сезонно: Анкара, Бодрум |
| Austrian Airlines             | Відень |
| British Airways               | Лондон–Хітроу |
| Brussels Airlines             | Брюссель |
| China Eastern Airlines        | Сезонно: Шанхай–Пудун |
| Corendon Airlines             | Сезонно: Ханья, Родос Сезонний чартер: Хургада, Шарм-ель-Шейх |
| Croatia Airlines              | Сезонно: Спліт |
| Czech Airlines                | Прага |
| Delta Air Lines               | Сезонно: New York–JFK |
| easyJet                       | Берлін, Женева, Мілан–Мальпенса |
| Emirates                      | Дубай |
| Ethiopian Airlines            | Аддис-Абеба, Осло-Гардермуен |
| Eurowings                     | Аліканте, Барселона, Берлін, Бірмінгем, Дюссельдорф, Фару, Гамбург, Малага, Ніцца, Пальма-де-Мальорка, Прага, Рим–Ф'юмічіно Сезонно: Кельн/Бонн, Іракліон, Інсбрук (з 14 січня 2023), Ларнака, Міконос, Родос |
| Finnair                       | Доха, Гельсінкі |
| FlyErbil                      | Сезонно: Ербіль, Сулейманія |
| Flyr                          | Осло-Гардермуен |
| Iberia                        | Мадрид |
| Icelandair                    | Рейк'явік |
| Iran Air                      | Тегеран–Імам Хомейні |
| Iraqi Airways                 | Багдад |
| Jonair                        | Свег |
| KLM                           | Амстердам |
| LOT Polish Airlines           | Варшава–Шопен |
| Lufthansa                     | Франкфурт, Мюнхен |
| Luxair                        | Люксембург |
| Nordica                       | Арвідс'яур, Єлліваре |
| Norwegian Air Shuttle         | Аліканте, Амстердам, Барселона, Белград, Берген, Берлін, Будапешт, Копенгаген, Единбург, Фару, Гданськ, Гельсінкі, Кіруна, Краків, Ларнака, Лісабон, Лондон–Гатвік, Лулео, Малага, Манчестер, Мюнхен, Ніцца, Осло-Гардермуен, Паланга, Пальма-де-Мальорка, Піза, Прага, Рига, Рим–Ф'юмічіно, Таллінн, Тель-Авів, Умео, Венеція, Вільнюс Сезонно: Анталія, Афіни, Бургас, Катанія, Ханья, Корфу, Дубровник, Гран-Канарія, Гренобль (з 21 січня 2023),, Іракліон, Кос, Ліон (з 21 січня 2023), Марракеш (з 24 грудня 2022), Міконос, Ольбія, Естерсунд (з 22 грудня 2022), Палермо, Париж–Шарль де Голль, Приштина, Родос, Зальцбург (з 25 грудня 2022), Санторіні, Сараєво, Спліт, Салоніки, Вісбю |
| Nouvelair                     | Сезонний чартер: Монастір |
| Novair                        | Сезонний чартер: Анталія, Ханья, Корфу, Фуертевентура, Мадейра, Гран-Канарія, Хургада, Яніна, Кос, Превеза, Родос, Тенеріфе-Південний, Закінф |
| Nyxair                        | Марієгамн |
| PLAY                          | Сезонно: Рейк'явік (з 31 березня 2023)) |
| Pegasus Airlines              | Анкара, Анталія, Стамбул–Сабіха Гекчен |
| Qatar Airways                 | Доха |
| Ryanair                       | Ольборг, Аліканте, Баня-Лука, Барселона, Мілан-Бергамо, Бірмінгем, Болонья, Будапешт, Брюссель-Шарлеруа, Кельн/Бонн, Дублін (З 26 березня 2023), Гданськ, Гетеборг, Карлсруе/Баден-Баден, Каунас, Краків, Ліверпуль, Лондон–Станстед, Лулео, Малага, Мальме, Ніш, Піза, Познань, Рига, Рим–Ф'юмічіно, Шеллефтео, Таллінн, Салоніки, Тузла, Відень, Вісбю, Варшава–Модлін Вроцлав Сезонно: Безьє, Бріндізі, Ханья, Корфу, Пальма-де-Майорка, Рієка, Турин, Валенсія (з 8 січня 2023), Венеція, Задар |
| Scandinavian Airlines         | Аліканте, Амстердам, Гельсінборг, Афіни, Барселона, Берген, Берлін, Біллунн, Брюссель, Чикаго–О'Хара, Копенгаген, Дублін, Дюссельдорф, Единбург, Фару, Франкфурт, Женева, Гетеборг, Гамбург, Гельсінкі, Кальмар, Кіруна, Лондон–Хітроу, Лулео, Малага, Мальме, Мальта, Манчестер, Мілан–Лінате, Мілан–Мальпенса, Ньюарк, Ніцца, Осло-Гардермуен, Естерсунд, Пальма-де-Мальорка, Париж–Шарль де Голль, Прага, Рим–Ф'юмічіно, Роннебю, Шеллефтео, Ставангер, Сундсвалль, Таллінн, Тампере, Салоніки, Тромсе, Тронгейм, Турку, Умео, Вааса, Вільнюс, Вісбю, Варшава–Шопен, Цюрих Сезонно: Бейрут, Біарриц, Болонья, Катанія, Ханья, Дубровник, Газіпаша, Гран-Канарія, Інсбрук, Маямі, Неаполь, Ольбія, Палермо, Піза, Пула, Пярну, Рейк'явік, Спліт, Тенеріфе-Південний, Тиват, Торонто–Пірсон Сезонний чартер: Корфу, Яніна, Карпатос, Кавала, Кефалонія, Кос, Ларнака, Лемнос, Мітилена, Пальма-де-Мальорка, Превеза, Самос, Санторіні, Скіатос, Тирана, Волос |
| Sunclass Airlines             | Чартер: Гран-Канарія Сезонний чартер: Анталія, Боа-Вішта, Ханья, Фуертевентура, Газіпаша, Іракліон, Ларнака, Пальма-де-Мальорка, Превеза, Родос, Сал, Скіатос, Тенеріфе-Південний, Варна |
| SunExpress                    | Сезонно: Анкара (з 6 червня 2023),, Анталія, Ізмір, Конья |
| Swiss International Air Lines | Женева (з 10 грудня 2022), Цюрих |
| TAP Air Portugal              | Лісабон |
| TAROM                         | Бухарест |
| Thai Airways International    | Бангкок–Суварнабхумі |
| Transavia                     | Сезонно: Ліон, Монпельє |
| TUI Airways                   | Сезонний чартер: Канкун, Крабі, Маврикій, Пхукет, Фукуок |
| TUI fly Nordic                | Чартер: Гран-Канарія Сезонний чартер: Анталія, Боа-Вішта, Бургас, Ханья, Даламан, Кос, Лансароте, Ларнака, Пальма-де-Мальорка, Пула, Родос, Сал, Самос, Спліт, Тенеріфе-Південний, Закінф, Занзібар |
| Turkish Airlines              | Стамбул Сезонно: Анталія |
| United Airlines               | Сезонно: Ньюарк (з 25 травня 2023) |
| Vueling                       | Барселона, Париж–Орлі |

### Вантажні
| Авіакомпанія     | Пункт призначення    |
| ---------------- | -------------------- |
| FedEx Express    | Париж-Шарль де Голль |
| Korean Air Cargo | Сеул–Інчхон          |
| Turkish Cargo    | Стамбул              |
| UPS Airlines     | Кельн/Бонн           |
| West Air Sweden  | Гетеборг, Сундсвалль |

## Пасажирообіг
Див. джерело запитів Вікіданих та джерела.

## Транспорт

### Залізниця
Аеропорт обслувують три залізничні станції: Арланда-Південне, Арланда-Центральне та Арланда-Північне 
Найшвидший спосіб дістатися з аеропорту до Центрального вокзалу Стокгольма — швидкісний поїзд Arlanda Express. Вартість 20-хвилинного проїзду на серпень 2018 року складає 280 SEK, для осіб не старше 25 років діє пільговий тариф у 150 SEK.. Потяги вирушають що 15 хвилин.
Upptåget, оператором якого є UL, йде за маршрутом Upplands Väsby — Стокгольм-Арланда — Уппсала — Gävle. Поїзд йде близько 19 хвилин до Уппсали і 90 хвилин до Євле. Відправлення поїзда що 30 хвилин. В Уппландс-Весбю можна пересісти на потяг до Стокгольма.
Поїзди далекого сполучення Intercity або SJ X2000 оператора SJ вирушають в північному напрямку від аеропорту. На цих потягах не можна потрапити на Стокгольм-Центральний.

### Проїзд до готелів

#### Шаттл
Airport Shuttle пропонує проїзд від аеропорту до готелів у центрі Стокгольма. Airport Shuttle є дешевшою альтернативою поїздам та таксі, якщо використовувати його з іншими пасажирами.
Проїзд на AirportShuttle.se між аеропортом Арланда та центром Стокгольма коштує 150 SEK, час проїзду 30-70 хвилин в залежності від дорожніх заторів. Максимальний час проїзду — близько 70 хвилин.

### Автобус

#### Flygbussarna
Flygbussarna пропонує рейси між аеропортом та центром Стокгольма (станція метро T-centralen), а також північними районами лена Стокгольм. Вартість проїзду до центру становить 99 SEK, час у дорозі — близько 45 хвилин.
З терміналу Flygbussarna вирушають автобуси до аеропорту Стокгольм-Бромма, таким чином здійснюється стикування місцевих та міжнародних рейсів. Flygbussarna також забезпечує доставку пасажирів до аеропорту Стокгольм-Скавста, де базуються лоу-кост авіакомпанії, такі як Ryanair.

#### Автобус SL з пересадкою на поїзд
Найдешевший спосіб виїхати з Стокгольм-Арланда — автобус SL маршрутів 583 або 583X, які йдуть від аеропорту на залізничну станцію Марста, звідки своєю чергою відходя
ть поїзди на Стокгольм-Центральний. Вся дорога займе близько 60 хвилин (близько 18 хвилин автобусом, 6 хвилин переходу на станцію Марста, 36 хвилин поїздом).

#### Уппсала
Автобуси оператора Upplands Lokaltrafik поєднують аеропорт Стокгольм-Арланда з містом Уппсала (801 і 802).

### Таксі
В аеропорту можна скористатися послугами таксі для переїзду в Стокгольм або Уппсалу.

### Паркінг
В аеропорту є короткочасна та довготривала автостоянки.

## Інциденти та авіакатастрофи
- 5 січня 1970: Convair 990 авіакомпанії Spantax (EC-BNM), що виконував вантажний рейс в аеропорт Цюриха розбився одразу після зльоту. П'ятеро з 10 осіб на борту загинули, літак відновленню не підлягав.[15]
- 26 травня 1977: Ан-24, що належав Аерофлоту (CCCP-46806) і виконував рейс Донецьк — Рига, був захоплений одним терористом, який зажадав посадити літак в Швеції, після чого відпустив 23 заручників.[16]
- 14 листопада 1978: Ту-154 Аерофлоту (CCCP-85286), що виконував рейс зі Стокгольма-Арланда в Москва-Шереметьєво мав припинити зліт у зв'язку з несправностями. Літак викотився за межі злітно-посадкової смуги, проте ніхто з 74 пасажирів не був травмований, хоча сам літак зазнав серйозних пошкоджень.[17]
- 27 лютого 1979: Ту-154 Аерофлоту, що здійснював рейс з Осло до Москви з посадкою в Стокгольмі-Арланда був захоплений трьома терористами. Терористи були арештовані в Стокгольмі.[18]
- 20 лютого 1993: Терорист захопив Ту-134 Аерофлоту, що здійснював регулярний рейс з Тюмені в Санкт-Петербург, і зажадав перельоту до США. Літак зробив посадку для дозаправки в Талліні, де було відпущено 30 пасажирів, після чого літак полетів до Стокгольма, де терорист зажадав більший літак, здатний долетіти до США. Після того, як терорист відпустив ще 12 пасажирів, він зі своєю дружиною та дитиною був заблокований, після чого було відпущено решту 40 пасажирів та екіпаж.[19]